# Elecciones estatales de Chiapas de 2021
Las elecciones estatales de Chiapas de 2021 se llevaron a cabo el domingo 6 de junio de 2021, y en ellas se renovaron los titulares de los siguientes cargos de elección popular del estado mexicano de Chiapas:
- 40 diputados estatales: 24 diputados electos por mayoría relativa y 16 designados mediante representación proporcional para integrar la LXIX Legislatura.
- 124 ayuntamientos: Compuestos por un presidente municipal, un síndico y sus regidores. Electos para un periodo de tres años.

## Organización

### Partidos políticos
En las elecciones estatales tienen derecho a participar catorce partidos políticos. Diez son partidos políticos con registro nacional: Partido Acción Nacional (PAN), Partido Revolucionario Institucional (PRI), Partido de la Revolución Democrática (PRD), Partido del Trabajo (PT), Partido Verde Ecologista de México (PVEM) y Movimiento Regeneración Nacional (MORENA), Partido Encuentro Solidario (PES), Fuerza por México (FPM) y Redes Sociales Progresistas (RSP). Y cuatro son partidos políticos estatales: Chiapas Unido, Mover a Chiapas, Nueva Alianza Chiapas y Partido Popular Chiapaneco.

### Proceso electoral
La campaña electoral inicia el 4 de mayo y se extiende durante cuatro semanas, hasta el 2 de junio. La votación se realiza el domingo 6 de junio de 2021, de 8 de la mañana a 6 de la tarde, en simultáneo con las elecciones federales. Se estima que el computo final de resultados se publique el 13 de junio.

### Distritos electorales
Para la elección de diputados de mayoría relativa del Congreso del Estado de Chiapas la entidad se divide en 24 distritos electorales.
| Distrito | Cabecera                   | Municipios | Mapa |
| -------- | -------------------------- | ---------- | ---- |
| 1        | Tuxtla Gutiérrez           | 1          |      |
| 2        | Tuxtla Gutiérrez           | 5          |      |
| 3        | Chiapa de Corzo            | 8          |      |
| 4        | Yajalón                    | 4          |      |
| 5        | San Cristóbal de Las Casas | 1          |      |
| 6        | Comitán de Domínguez       | 4          |      |
| 7        | Ocosingo                   | 1          |      |
| 8        | Simojovel de Allende       | 6          |      |
| 9        | Palenque                   | 4          |      |
| 10       | Frontera Comalapa          | 3          |      |
| 11       | Bochil                     | 12         |      |
| 12       | Pichucalco                 | 12         |      |
| 13       | Tuxtla Gutiérrez           | 1          |      |
| 14       | Cintalapa                  | 5          |      |
| 15       | Villaflores                | 3          |      |
| 16       | Huixtla                    | 5          |      |
| 17       | Motozintla                 | 8          |      |
| 18       | Mapastepec                 | 6          |      |
| 19       | Tapachula                  | 1          |      |
| 20       | Las Margaritas             | 8          |      |
| 21       | Tenejapa                   | 9          |      |
| 22       | San Juan Chamula           | 6          |      |
| 23       | Villa Corzo                | 6          |      |
| 24       | Cacahoatán                 | 7          |      |

## Resultados

### Congreso del Estado de Chiapas
|  | 31.80 % |

|  | 17.93 % |

|  | 11.15 % |

|  | 6.35 % |

|  | 5.85 % |

|  | 4.50 % |

|  | 3.38 % |

|  | 3.16 % |

|  | 3.09 % |

|  | 2.41 % |

|  | 2.23 % |

|  | 1.30 % |

|  | 1.25 % |

|  | 0.81 % |

|  | 4.72 % |

|  | 100 % |

### Ayuntamientos
|  | 27.86 % |

|  | 21.87 % |

|  | 10.76 % |

|  | 7.17 % |

|  | 6.32 % |

|  | 4.96 % |

|  | 3.95 % |

|  | 2.86 % |

|  | 2.76 % |

|  | 2.32 % |

|  | 2.14 % |

|  | 1.04 % |

|  | 0.88 % |

|  | 0.87 % |

|  | 0.70 % |

|  | 96.56 % |

|  | 3.44 % |